# Friedhof Lichtenrade

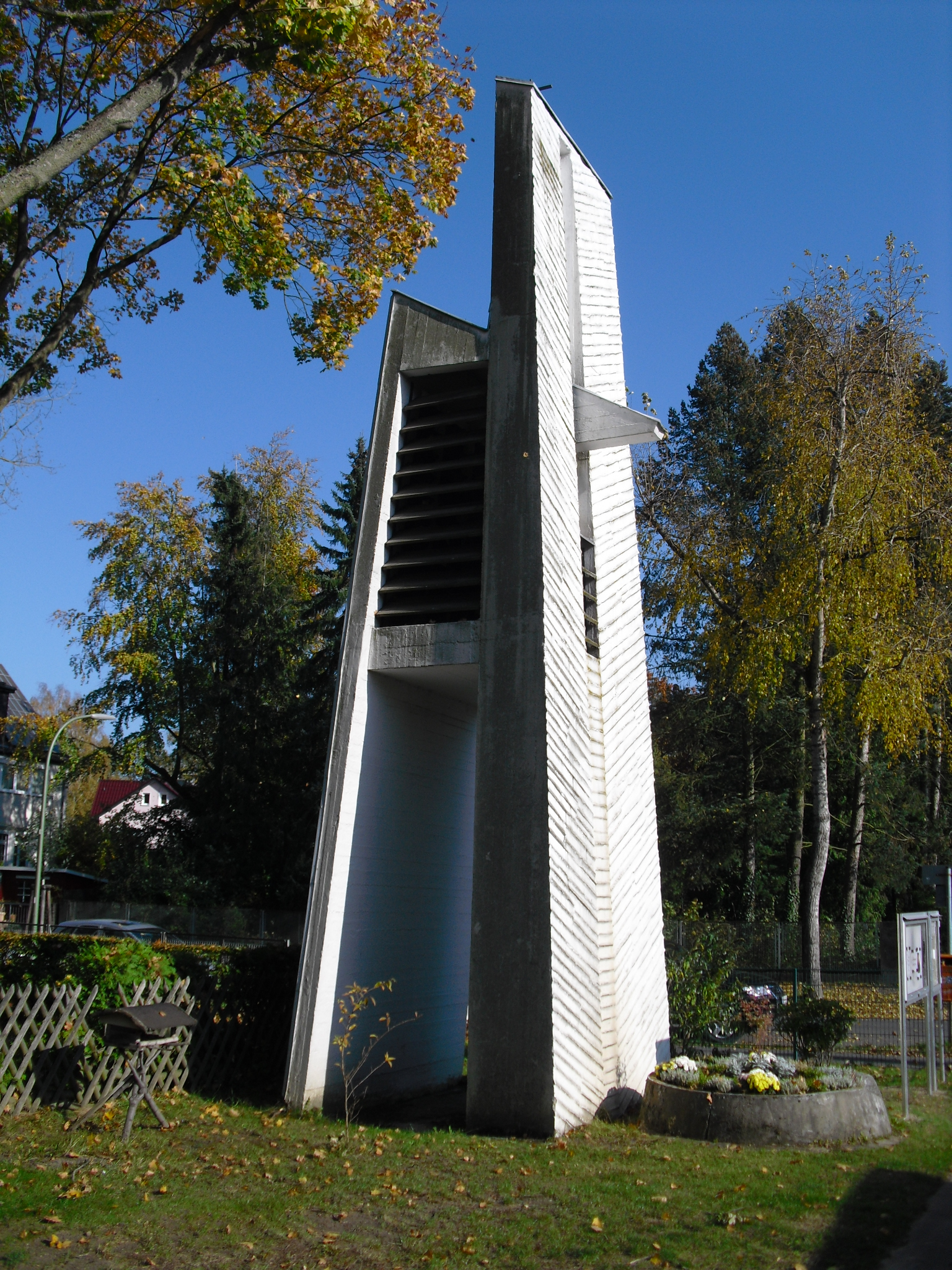
Glockenturm

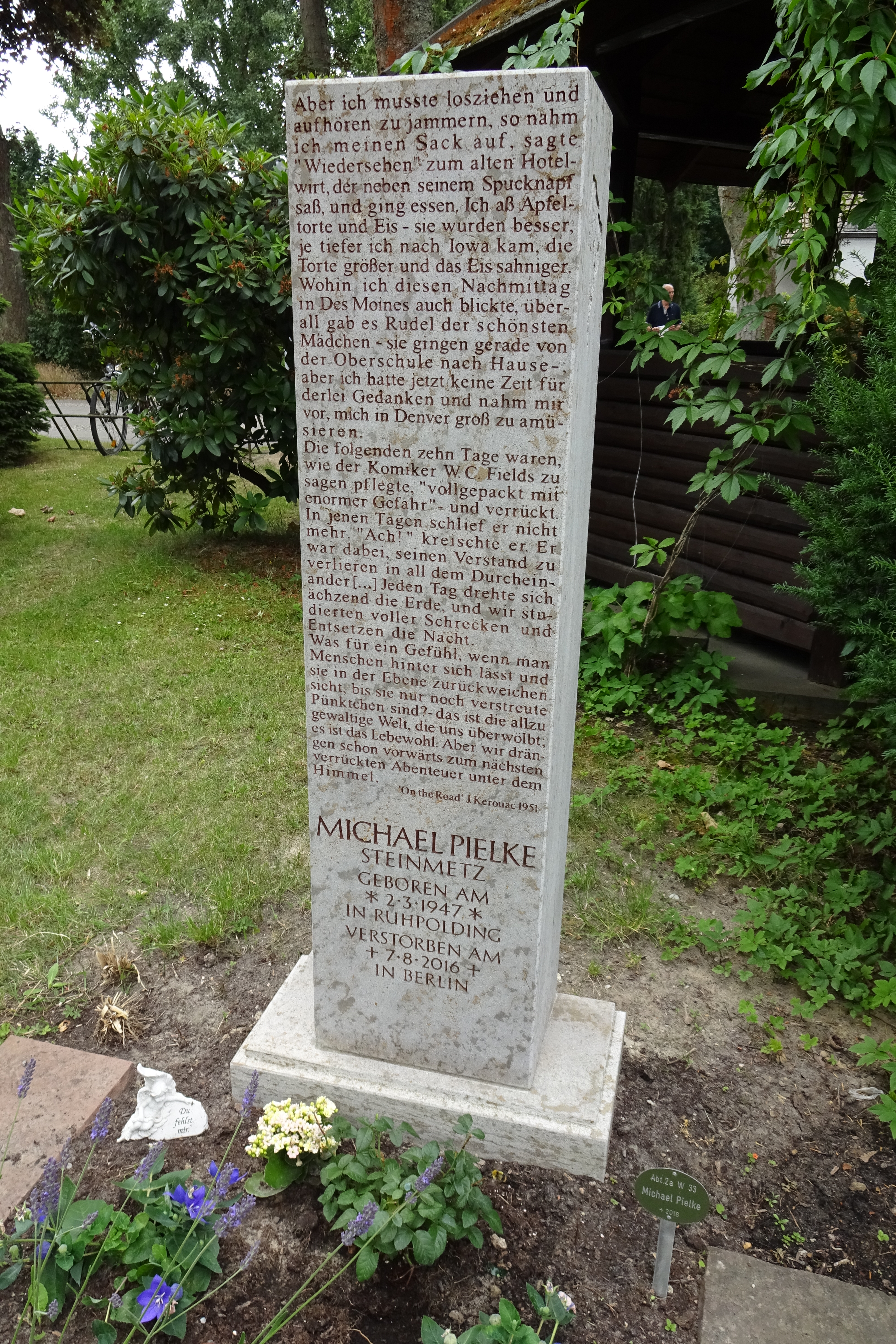
Grabstein des Bildhauers Michael Pielke mit einem Zitat aus On The Road

Der evangelische Friedhof Lichtenrade liegt an der Paplitzer Straße 10–24 im Ortsteil Lichtenrade des Bezirks Tempelhof-Schöneberg von Berlin. Er wurde 1906 angelegt, nachdem der Gottesacker rund um die Dorfkirche Lichtenrade die zahlreichen Neuansiedler nicht mehr aufnehmen konnte. Der Friedhof wurde in den 1960er Jahren jenseits der Paplitzer Straße erweitert und umfasst aktuell 82.547 m² (Stand: 2018). Der Friedhof ist im alten Teil ein Allee-Quartier-Friedhof mit einem großen Baumbestand an Linden, Ahorn und Fichten. Der neuere Teil hat einen parkähnlichen Charakter.
Im Jahr 1920 konnte der Bildhauer Heinrich Mißfeldt gewonnen werden, ein stattliches Kriegerdenkmal für die Gefallenen der Gemeinde zu schaffen. Dafür wurden 10.000 Mark gesammelt.
Ein Feld vereint 335 Einzelgräber von Opfern aus Krieg und Gewaltherrschaft aus beiden Weltkriegen. Daran anschließend wurden 1996 drei Gedenktafeln ergänzt, die an die Opfer des Nationalsozialismus in Berlin-Lichtenrade erinnern. Hierzu gehören die Opfer aus der jüdischen Bevölkerung sowie die Opfer aus den Zwangsarbeitslagern des Außenlagers Sachsenhausen in Lichtenrade.

## Gräber bekannter Persönlichkeiten
- Paul Fechter (1880–1958), Theater- und Kunstkritiker, Redakteur und Schriftsteller
- Max Gülstorff (1882–1947), Schauspieler
- Woldemar Heinze (1927–2012), Botaniker und Hochschullehrer
- Theodor Jellinghaus (1841–1913), Missionar und Theologe
- Wolfgang Krueger (1937–2018), ehemaliger Bezirksbürgermeister
- Wilfried Menghin (1942–2013), Prähistoriker und Museumsdirektor
- Auguste Mohrmann (1891–1967), Kinderpflegerin und Volksschullehrerin
- Georg Neuhaus (1883–1956), Drehbuchautor
- Dieter Okras (geboren als Hans-Dieter Leuckert, 1948–2014), Schauspieler und Synchronsprecher
- Gudrun Okras (1929–2009), Theater- und Filmschauspielerin
- Hanns-Ekkehard Plöger (1938–2005), Rechtsanwalt und Notar

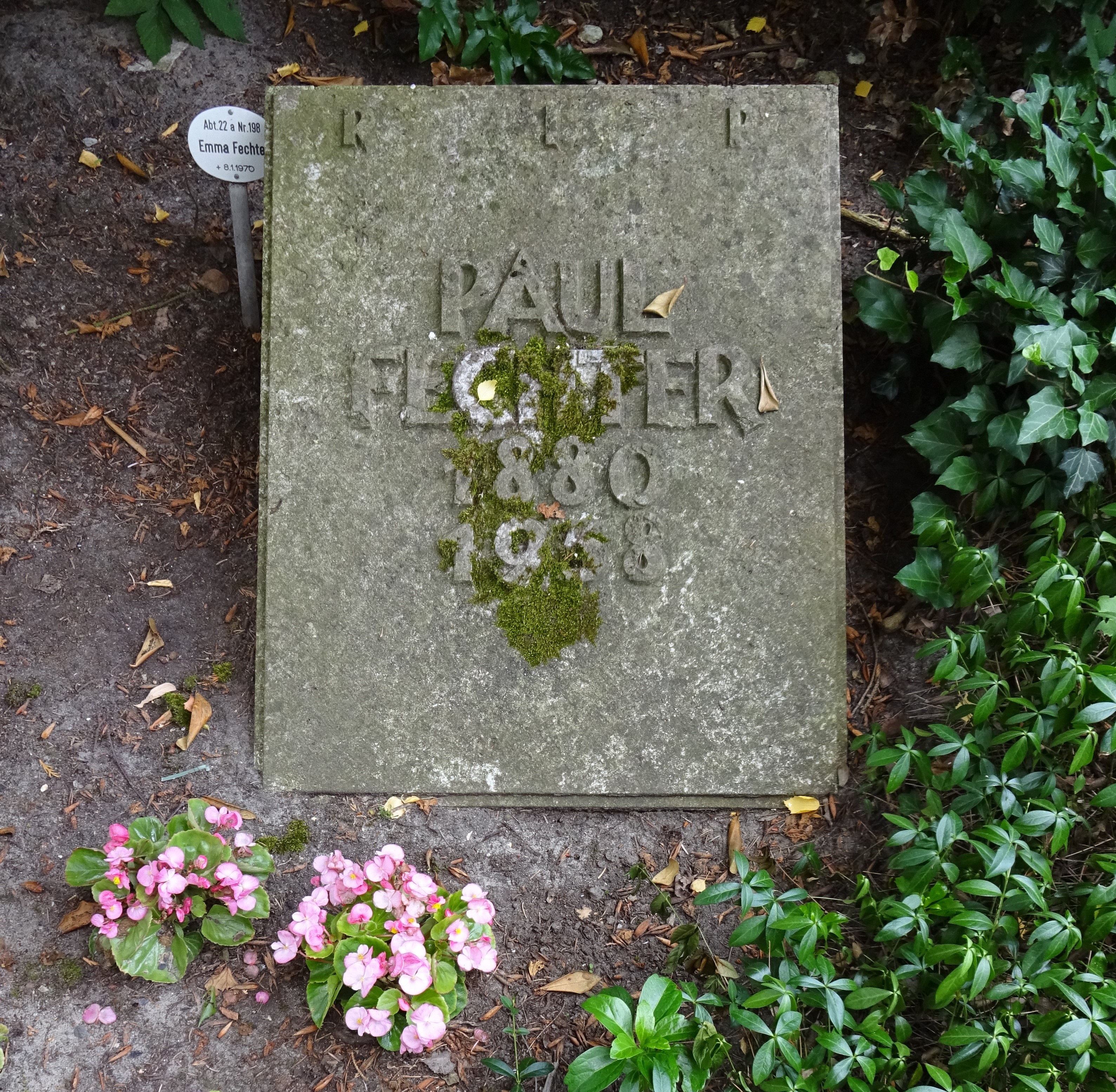
Paul Fechter
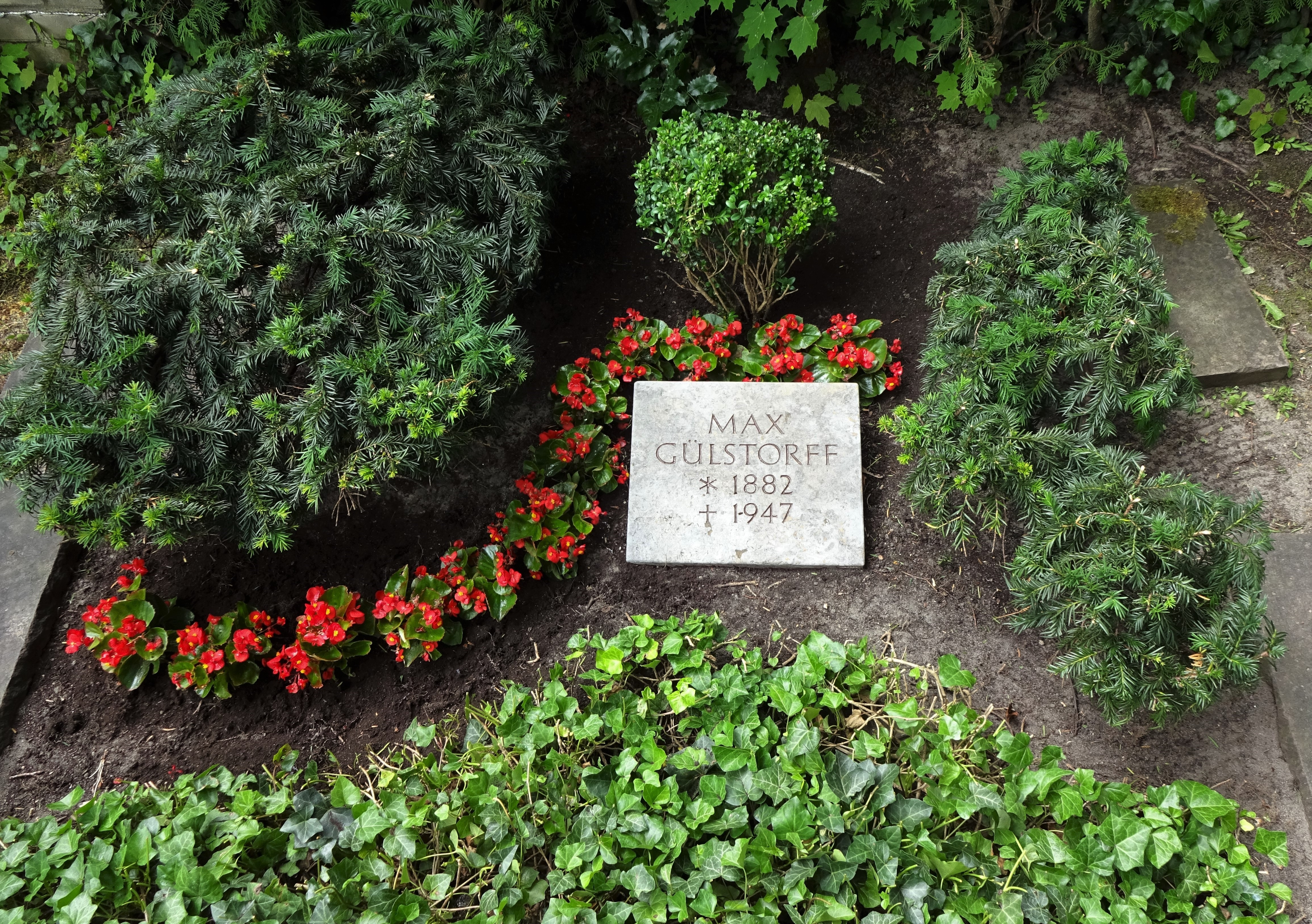
Max Gülstorff
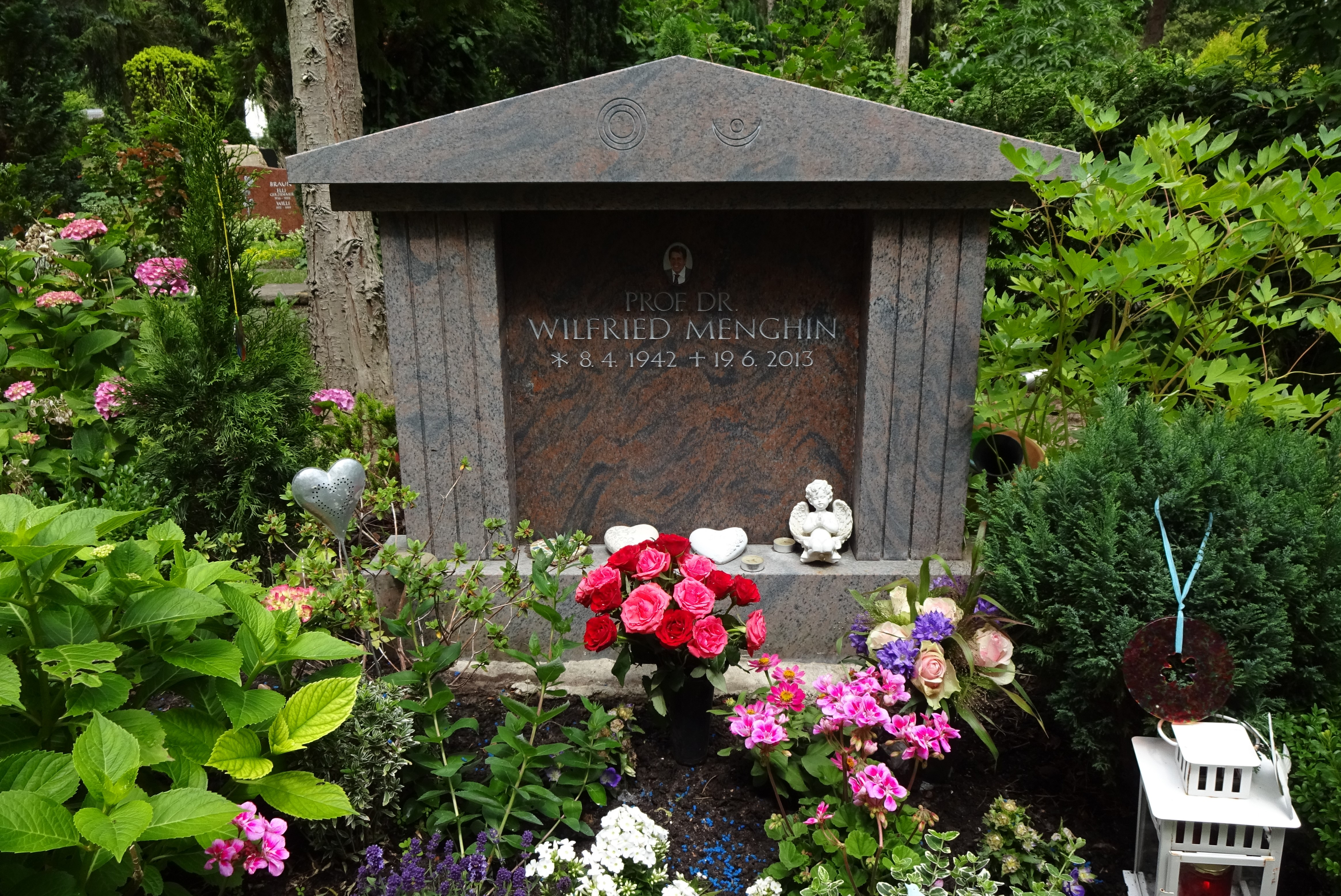
Wilfried Menghin
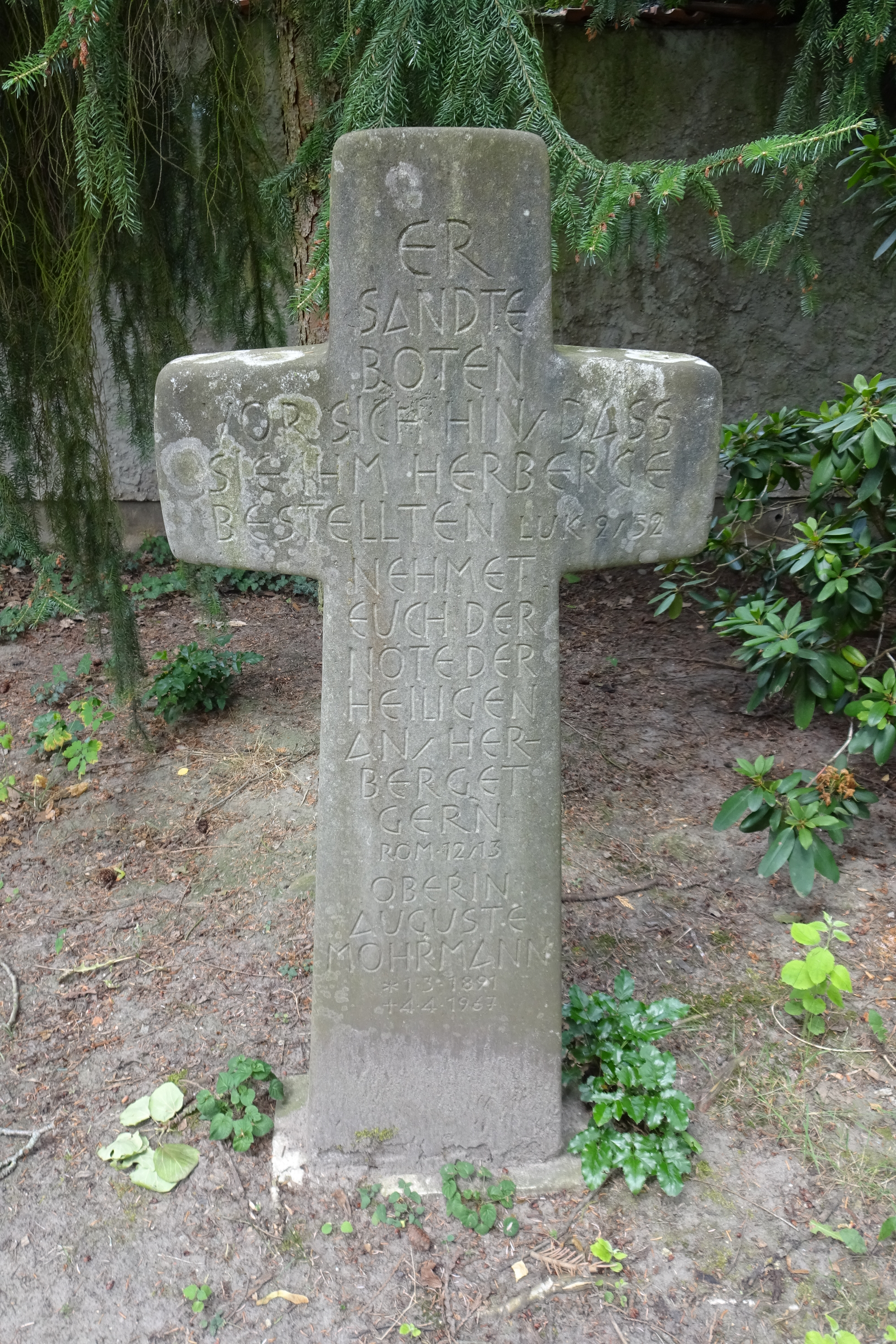
Auguste Mohrmann
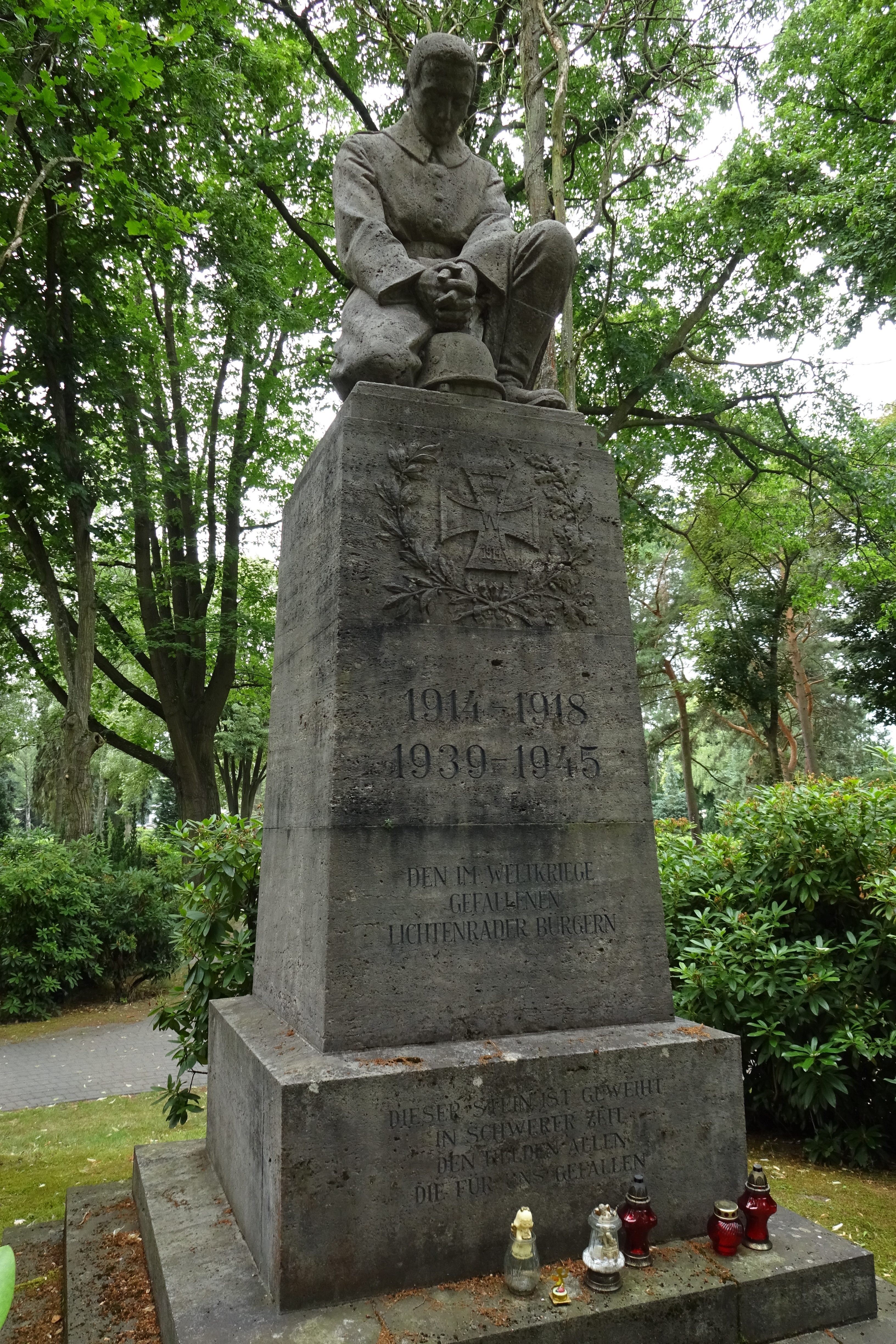
Kriegerdenkmal von Heinrich Mißfeldt
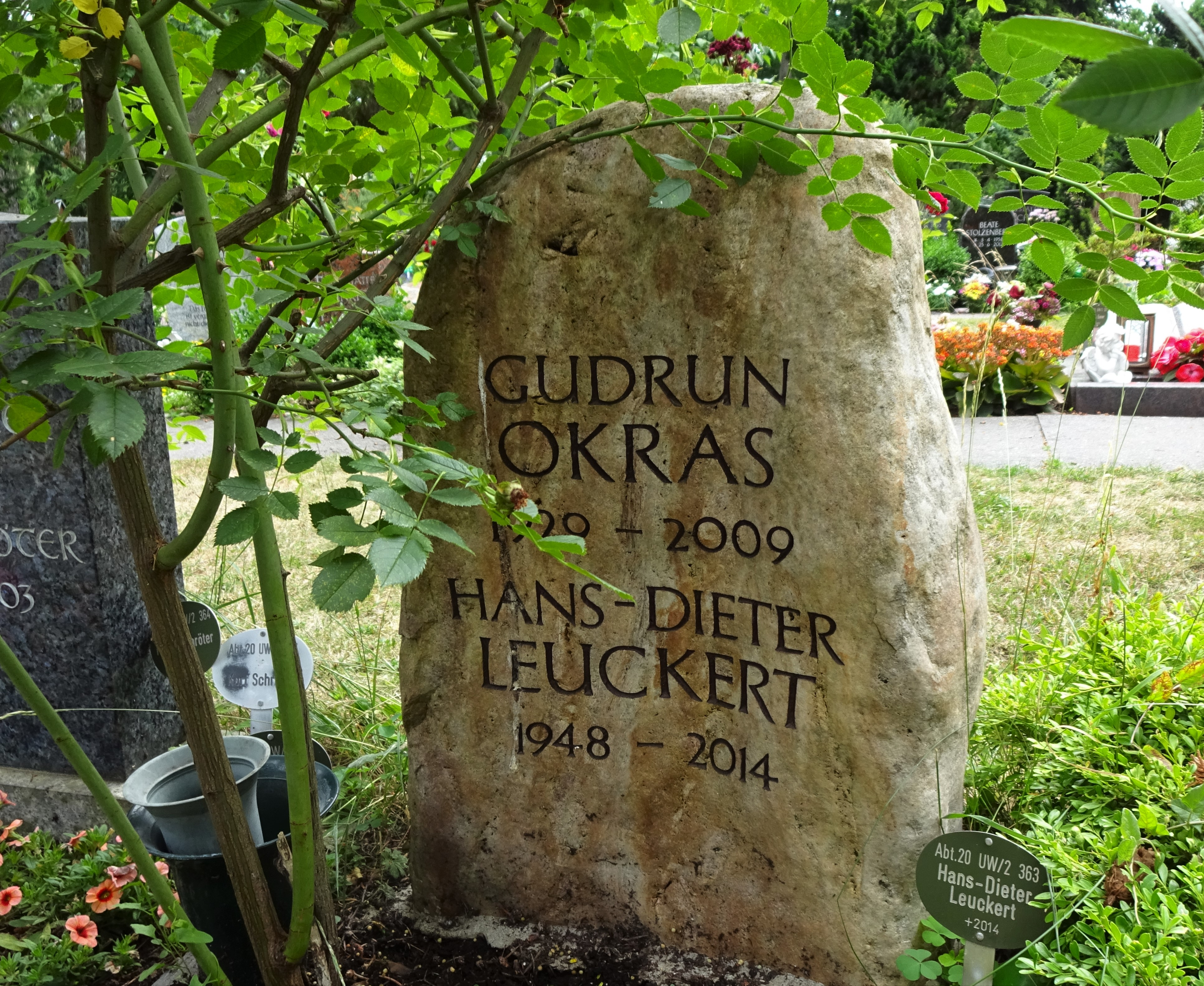
Gudrun und Dieter Okras
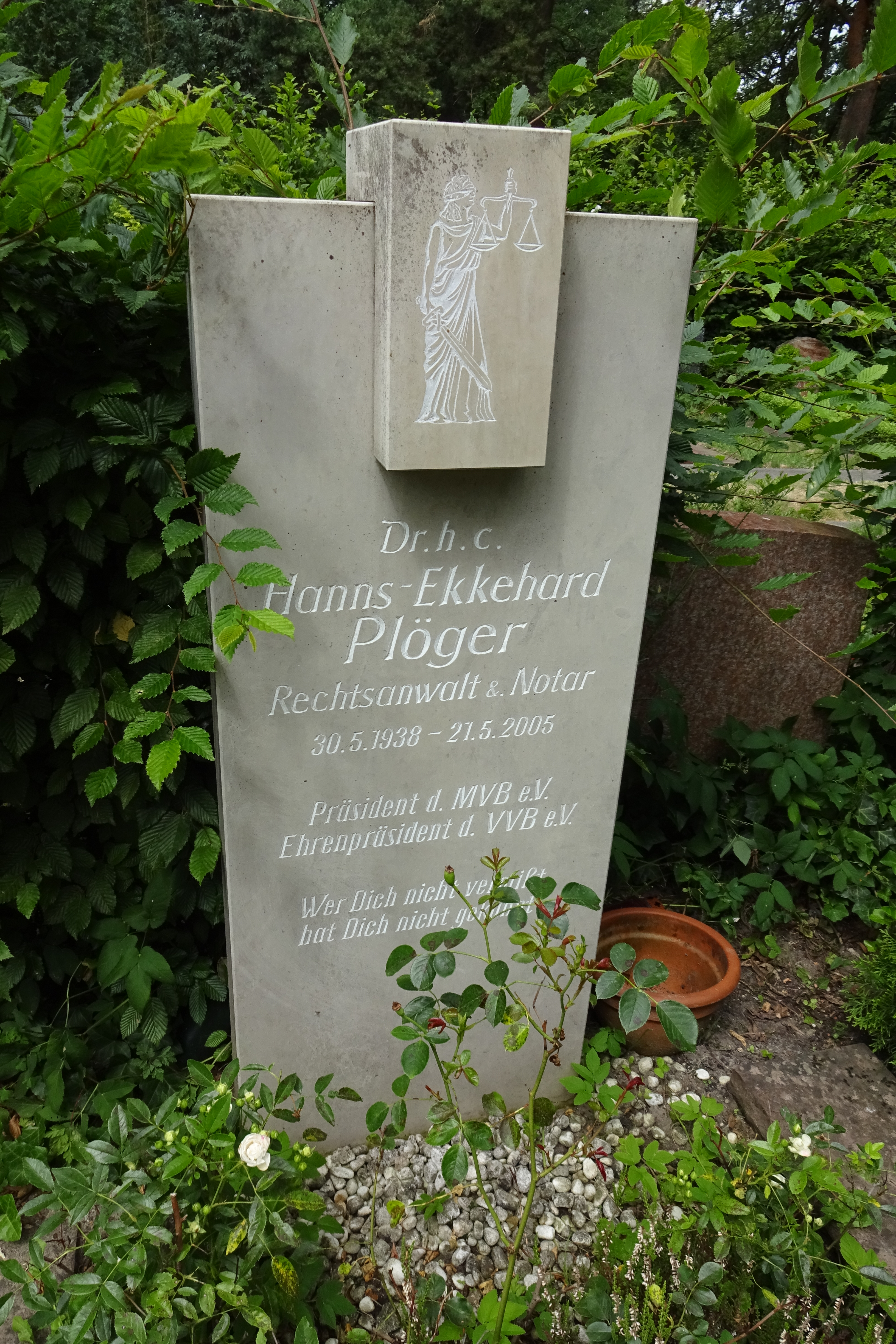
Hanns-Ekkehard Plöger